# مايرون دونوفان كروكر
مايرون دونوفان كروكر (بالإنجليزية: Myron Donovan Crocker)‏ هو محامي وقاضي أمريكي، ولد في 4 سبتمبر 1915، وتوفي في 2 فبراير 2010.